# 汤米·罗宾逊
汤米·罗宾逊（真名史蒂芬·克里斯朵夫·亚克西-列侬）是一位英国极右翼反伊斯兰主义者活动家。他是英国最著名的极右翼活动家之一。汤米·罗宾逊于2024年10月因藐视法庭罪被判19个月监禁，他目前正在服刑。他创建了英国右翼英国防卫联盟（English Defence League)，曾是英国法西斯主义的英国国家党的成员，也当任过英国自由党的副主席。

## 早年经历
罗宾逊于1982年11月27日出生于卢顿。他被继父托马斯·列侬收养。他的母亲是爱尔兰人，在当地的面包店工作。罗宾逊的父亲是英国人。罗宾逊曾到卢顿机场申请为航空工程当学徒，但在2003年因袭警入狱而被解雇。他还跟随着卢顿足球俱乐部的一个足球流氓团体从事足球流氓活动。

## 英国防卫联盟
罗宾逊2009年创建了英国防卫联盟且成为其的领导人，该组织以反穆斯林主义为主。罗宾逊声称他是在阅读一篇有关伊斯兰主义者试图在卢顿招募塔利班成员的报纸报道后决定成立英国防卫联盟。早期，该组织的主要成员是英格兰南部的足球球迷，所以有一定的足球流氓成分。在此时间，罗宾逊被多次逮捕。
2013年10月，罗宾逊退出了英国防卫联盟，并在卫报上为反伊斯兰主义道歉。

## 后续活动
2014年11月26日，罗宾逊在牛津联盟发表演讲。反对法西斯主义联合会（UAF）对此表示抗议，批评牛津联盟为他提供平台。2015年7月结束监禁后，罗宾逊与英国的佩吉达（Pegida）组织重新参与反伊斯兰示威。2015年10月，罗宾逊在佩吉达的反伊斯兰集会上发表讲话，抨击他认为伪装成难民的伊斯兰恐怖分子威胁。罗宾逊于2015年自费出版了自传《国家的敌人》。罗宾逊著的第二本自费出版书籍《穆罕默德的《可兰经》：为何穆斯林因伊斯兰教杀人》于2017年出版，但亚马逊拒绝销售此书。2018年10月，罗宾逊与24名所谓“英国军队新兵”合影并发布到脸书，英国军方对这一事件展开调查，表示“极右意识形态与军队的价值观和精神完全不符”。2018年11月，罗宾逊被任命为英国独立党（UKIP）关于“性侵帮派”问题的顾问。2019年3月，罗宾逊在没有邀请的情况下出现在一名极右派问题记者家门口，并试图恐吓他。他在直播中公开了该记者的住址，并威胁揭露其他记者的住址，随后警方赶到现场。2020年1月，罗宾逊因违反新冠疫情规定，在伦敦海德公园的发言人角被逮捕。2021年5月，罗宾逊参加了伦敦支持以色列的游行。2022年1月，罗宾逊放映了他的73分钟纪录片《英国的强奸：幸存者故事》。2020年2月，罗宾逊访问了俄罗斯，与俄罗斯媒体接触，获得了积极报道，俄罗斯国家媒体将他描绘为言论审查的受害者，并支持俄罗斯总统普京。2024年7月，罗宾逊因散布关于绍斯波特儿童大规模刺杀事件的错误信息而被指控煽动暴力，引发了全英范围的极右暴乱。暴乱者在南港高呼罗宾逊的名字。

## 政治生涯
2019年，罗宾逊参选欧盟英格兰西北选区议员，获得了百分之2.2的选票后败选。

## 违法行为
罗宾逊的刑事记录包括暴力犯罪、金融和移民欺诈、持有可供贩卖的可卡因和公共秩序犯罪。
袭击罪： 2005年4月，在卢顿皇家法院，罗宾逊因2004年7月对一名下班警察实施袭击罪和阻碍逮捕罪被定罪。罗宾逊被判处12个月和3个月监禁，合并执行。2011年9月，在普雷斯顿地方法院，罗宾逊因2011年4月2日头顶黑本一名男子而被定罪。2011年11月，他被判处12周监禁，缓期12个月执行。
公共秩序犯罪： 2011年7月，在卢顿和南贝德福德郡地方法院，罗宾逊因2010年8月24日在卢顿带领卢顿足球俱乐部的支持者参与一场涉及100人的斗殴而被定罪，罪名是使用威胁、侮辱性或侮辱性的行为。他被判处12个月社区康复令、150小时无薪工作，并被禁赛三年。
使用伪造护照： 2012年10月，罗宾逊因非法进入美国而被逮捕。他使用一张名为安德鲁·麦克马斯特的护照搭乘从伦敦希思罗机场飞往纽约市的维珍大西洋航空航班。因为有犯罪记录，他之前被禁止进入美国。抵达约翰·F·肯尼迪国际机场后，美国海关和边境保护局的工作人员核查了他的指纹，发现他并非麦克马斯特。在接受第二次面谈时，他离开了机场，非法进入了美国。他在美国停留了一晚，并在第二天用自己的护照返回英国。
按揭欺诈：2012年11月，罗宾逊因涉及三项通过虚假陈述实施欺诈的合谋指控而被起诉，与其他五名被告一起。他对两项指控认罪，并在2014年1月被判处18个月监禁。
跟踪：2021年1月17日晚上10点后，罗宾逊前往记者莉齐·迪尔登的家中，此前她曾就罗宾逊涉嫌滥用支持者捐款一事向他请求评论。他错误地指控她的伴侣是恋童癖，并威胁每晚都回去。他因这一事件被逮捕，并在其电报频道上发布了记者伴侣的照片，称有关伴侣的“严重指控”已被提出。有人指控他威胁这对情侣，以防止该报道的发布。迪尔登的文章于2021年3月18日发布。2021年3月19日，罗宾逊被发出临时跟踪禁令。
2021年10月13日，罗宾逊在西敏寺地方法院因跟踪这对情侣被定罪，并被禁止接触或提及他们五年。2023年10月19日，他因承认对迪尔登伴侣的指控为虚假，失去了对跟踪禁令的上诉。
分流令：2023年11月27日，罗宾逊因拒绝离开前一天伦敦反犹示威活动的现场，被依据《第35条》分流令控告，他称自己是以记者身份出席的。他被戴上手铐带走，并且在警方使用PAVA喷雾剂后被带走。他于1月在西敏寺地方法院出庭。被释放后，他声称阻止他进入伦敦或参加示威的保释条件是“公然侵犯”人权。
2024年1月22日，罗宾逊在西敏寺地方法院否认了《第35条》指控，声称他以记者身份参加游行。地区法官安排了4月22日的审判，并拒绝了他要求禁止公开发布地址的申请。伦敦警察局表示，罗宾逊“在警察尝试给他戴上手铐时进行抗拒”并且“在使用PAVA喷雾前多次警告”。

## 个人生活
罗宾逊在2011年与詹娜·沃尔斯结婚，两人相识约10年，育有三名孩子。这对夫妇于2021年2月离婚。2010年，罗宾逊在卢顿经营了一家日光浴沙龙。